# Holy Brother Cycling Team/Saison 2013
Dieser Artikel listet Erfolge und Fahrer des Radsportteams Holy Brother in der Saison 2013 auf.

## Abgänge – Zugänge
| Zugänge    | Team 2012                        | Abgänge       | Team 2013 |
| ---------- | -------------------------------- | ------------- | --------- |
| Wei Baoxin | Holy Brother Cycling Team (2011) | Cao Guanqun   | Unbekannt |
| Xu Junheng | Holy Brother Cycling Team (2011) | Qiu Guangyuan | Unbekannt |

## Mannschaft
| Name          | Geburtstag        | Nationalität        |
| ------------- | ----------------- | ------------------- |
| Li Chao       | 11. Februar 1992  | Volksrepublik China |
| Ma Ben        | 1. Januar 1989    | Volksrepublik China |
| Man Jianren   | 20. November 1988 | Volksrepublik China |
| Wang Fengnian | 16. Juni 1992     | Volksrepublik China |
| Wang Xiaohang | 20. Juni 1992     | Volksrepublik China |
| Wai Baoxin    | 11. Dezember 1991 | Volksrepublik China |
| Xu Junheng    | 30. Dezember 1992 | Volksrepublik China |
| Xu Yulong     | 14. April 1990    | Volksrepublik China |
| Yue Hao       | 26. November 1992 | Volksrepublik China |
| Zhao Yiming   | 17. November 1992 | Volksrepublik China |